# Hunter × Hunter
Hunter × Hunter (ハンター×ハンター?, Hantā × Hantā) è un manga scritto e disegnato da Yoshihiro Togashi, serializzato sul settimanale Weekly Shōnen Jump dal 1998 e poi raccolto dalla stessa casa editrice Shūeisha in volumi tankōbon, pubblicati a partire dal 4 giugno 1998. L'edizione italiana è curata da Panini Comics e pubblicata nella collana Planet Manga a partire dal 20 maggio 2004.
La storia narra le avventure di Gon Freecss, un giovane ragazzo che vuole diventare un hunter per seguire le orme del padre. Gli hunter sono figure di particolare prestigio all'interno della società e per diventarlo occorre superare un singolare e durissimo esame, durante il quale Gon incontrerà molti altri aspiranti hunter e con alcuni di loro, in particolare con Leorio, Kurapika e Killua, stringerà un forte legame di amicizia che proseguirà anche dopo l'esame. Nel corso delle loro avventure Gon e gli altri hunter avranno modo di affinare sempre più le proprie capacità trovandosi ad affrontare nemici sempre più forti, mentre Gon proseguirà la ricerca di suo padre Ging.
Al manga è stata ispirata una serie televisiva anime di 62 episodi, prodotta da Nippon Animation e trasmessa su Fuji TV dal 1999 al 2001, alla quale sono seguite tra il 2002 ed il 2004 tre serie OAV per un totale di 30 episodi. In seguito è stata realizzata una nuova trasposizione animata, che riprende dall'inizio la narrazione del manga, prodotta da Madhouse e andata in onda in Giappone sul canale NTV dal 2 ottobre 2011 al 24 settembre 2014, per un totale di 148 episodi trasmessi. Dal manga sono poi state tratte diverse opere derivate: due lungometraggi animati, entrambi legati al remake del 2011 ma con una storia originale, distribuiti in Giappone rispettivamente il 12 gennaio e il 27 dicembre 2013, tre musical, uno spettacolo teatrale e vari videogiochi; è stata inoltre realizzata una storia di 69 pagine, sorta di prequel incentrato sul passato di Hisoka, disegnata da Sui Ishida (autore di Tokyo Ghoul ed ex-assistente di Togashi) e disponibile dal 2 giugno 2016 in versione digitale su Shonen Jump+.

## Ambientazione
La storia si svolge in un mondo immaginario, inventato dall'autore Togashi, la cui geografia ricalca quella del mondo reale ma con i continenti disposti e orientati in modo diverso, proprio come nel mondo reale esistono diversi stati con differenti forme di governo. Al di fuori della Terra esiste inoltre un continente misterioso chiamato "continente oscuro", ancora largamente inesplorato.
Gli abitanti della Terra parlano tutti la stessa lingua, tranne il clan Kuruta che si esprime con un proprio idioma. L'alfabeto utilizzato è interamente inventato dall'autore e basato sull'hiragana giapponese. La forma principale di valuta è il jeni, accettata in quasi tutti i paesi. Il valore del jeni confrontato alle valute del nostro mondo non è mai stato dichiarato esplicitamente nella storia, anche se una nota a piè di pagina dall'autore dichiara che 1 jeni vale circa 0,9 yen. L'unica altra valuta conosciuta è il peiru, la valuta ufficiale del Golt Orientale, una piccola nazione insulare.
Una posizione di prestigio all'interno della società è occupato dagli hunter (ハンター?, hantā), uomini che sono attratti dal mistero e che rischiano la vita dedicandola alla ricerca, sia essa di oggetti rari e preziosi, tesori nascosti, animali mostruosi e specie esotiche, o in altri ambiti. Per essere riconosciuti ufficialmente come hunter è necessario superare un severo esame di abilitazione e ottenere la relativa licenza. Una volta ricevuta la licenza un hunter può liberamente decidere di specializzarsi in una diversa categoria e scegliere sia di portare avanti le proprie ricerche autonomamente sia di mettere le sue capacità al servizio di qualcuno. In qualunque caso, ogni hunter, per essere tale, deve dimostrare, attraverso una prova ulteriore e non ufficiale rispetto all'esame vero e proprio, di saper utilizzare il nen (念?), la capacità che permette di manipolare l'aura che ogni essere vivente può produrre.

## Trama
(Inizio del manga Hunter x Hunter.)
Gon Freecss è un bambino di dodici anni che vive sull'Isola Balena con la zia Mito, sua madre adottiva. Incontrando Kaito, un hunter professionista, Gon scopre che suo padre Ging, che lui non ha mai conosciuto, è vivo ed è uno dei migliori hunter al mondo e decide perciò di partecipare all'esame per diventare egli stesso un hunter allo scopo di trovarlo.
Durante l'esame Gon conosce altri aspiranti hunter e stringe con alcuni di essi un forte legame di amicizia: Leorio, desideroso di guadagnare soldi per diventare medico chirurgo, Kurapika, che vuole diventare hunter per vendicare lo sterminio del suo clan, e Killua, un ragazzino di 12 anni erede della famiglia di assassini Zoldick, che partecipa all'esame solo per divertimento. Terminato l'esame i quattro amici si separano per seguire i propri obiettivi e ciascuno di loro apprende nel frattempo l'uso del nen, una particolare tecnica che permette di manipolare la propria aura, la cui padronanza costituisce un requisito non ufficiale che ogni hunter deve possedere per essere considerato tale.
Killua decide di seguire Gon, avendo scoperto in lui l'amico che cercava, e di aiutarlo nella ricerca del padre. Dopo alcuni mesi i due ragazzi si incontrano di nuovo con Leorio e Kurapika a York Shin City, dove si trovano a scontrarsi con la Brigata Fantasma, l'organizzazione criminale responsabile dello sterminio del clan di Kurapika. In seguito, dopo aver tentato inutilmente di aggiudicarselo a un'asta, Gon e Killua prendono parte a Greed Island, un videogioco rarissimo dedicato agli hunter che sembra essere un ulteriore indizio legato al padre di Gon e, una volta terminato il gioco, si trovano di fronte Kaito, l'hunter che aveva parlato a Gon di suo padre.
Insieme a lui i due ragazzi partecipano alle ricerche sulle formichimere, una razza di insetti particolarmente aggressiva in grado di ibridarsi con altri esseri viventi e di assumere forma umana. In seguito, supportando altri membri scelti dell'associazione hunter, si scontrano con le formichimere allo scopo di fermarne la minaccia. Nel corso del combattimento con le formichimere il presidente dell'associazione hunter Netero è costretto a sacrificarsi e, durante l'elezione del nuovo presidente, Gon riesce finalmente a incontrare il padre; dopo aver scoperto che egli è diretto nel mondo esterno, un continente che si sviluppa al di fuori del mondo civilizzato, il giovane hunter decide di seguirlo.

## Personaggi principali

I protagonisti di spalle nella prima sigla d'apertura serie del 2011.

Gon Freecss (ゴン＝フリークス?, Gon Furīkusu)
Doppiato da: Junko Takeuchi (ed. giapponese 1999), Megumi Han (ed. giapponese 2011), Alessio De Filippis (ed. italiana 1999), Patrizia Mottola (OAV), Alessio Puccio (ed. italiana 2011)
Protagonista del manga. È il figlio 12enne di uno dei più grandi hunter conosciuti, Ging Freecss. Con l'aiuto di una speciale canna da pesca, appartenuta a quest'ultimo, vuole seguire le orme del padre e diventare a sua volta un hunter per sperare un giorno di rincontrarlo. Dimostra fin dalla prima prova dell'esame una fortissima sensibilità, una testardaggine poco comune e un'innata abilità nell'avvertire i cambiamenti naturali; inoltre può parlare con alcuni animali ed è molto coraggioso.
Killua Zoldick (キルア＝ゾルディック?, Kirua Zorudikku, Zoldik nella versione italiana del volume 31, Zaoldyeck nei titoli di coda italiani dell'anime del 1999 e nel titolo dell'episodio 60, ma pronunciato comunque Zoldick)
Doppiato da: Kanako Mitsuhashi (ed. giapponese 1999), Mariya Ise (ed. giapponese 2011), Leonardo Graziano (ed. italiana 1999), Massimo Di Benedetto (OAV), Danny Francucci (ed. italiana 2011)
Ragazzino di 11 anni proveniente dalla rinomata famiglia di assassini Zoldick. È scappato di casa per rinunciare al suo lavoro da assassino. Decide di intraprendere l'esame per diventare hunter inizialmente per divertimento e seguire la sua strada. Ha i capelli bianchi, lisci e perennemente arruffati. Fin da piccolo è stato sempre abituato a resistere alle più atroci torture per diventare più resistente e più forte. Sembra avere due personalità: una assetata di morte e piena di perfidia, l'altra buona e pacifica, un'anima quasi pura. Oltretutto è desideroso di trovare degli amici veri, come Gon, che gli sono sempre mancati.
Kurapika (クラピカ?, Kurapika, Curarpikt in alcuni titoli di episodi e nei titoli di coda italiani dell'anime del 1999 e dell'OAV)
Doppiato da: Noriko Hidaka (ed. giapponese 1999), Miyuki Sawashiro (ed. giapponese 2011), Davide Perino (ed. italiana 1999), Renato Novara (OAV), Roberta De Roberto (ed. italiana 2011)
Ultimo membro vivente del clan dei Kuruta e il secondo compagno che Gon incontra nel suo viaggio per diventare hunter. Kurapika ha posto come scopi della sua vita la vendetta nei confronti della Brigata Fantasma – rea di aver sterminato tutto il suo clan per impadronirsi degli occhi scarlatti, una caratteristica unica della sua gente – e recuperare i suddetti occhi scarlatti venduti al mercato nero. Kurapika partecipa all'esame perché ritiene che diventando un Blacklist Hunter avrà accesso a molte informazioni che lo potrebbero aiutare nella sua vendetta. Kurapika è anche un fortissimo combattente e, apprendendo il nen, sviluppa un'abilità eccezionale. Egli, infatti, usando gli occhi scarlatti, può trasportare il suo nen dal gruppo della materializzazione a quella della specializzazione essendo, quindi, in grado di usare tutte le abilità nen al 100%. Kurapika è solito vestirsi con abiti tipici del suo clan e possiede una capacità razionale fuori dal comune.
Leorio Paladiknight (レオリオ＝パラディナイト?, Reorio Paradinaito, Leolio nella traduzione dei primi volumi del manga)
Doppiato da: Hozumi Goda (ed. giapponese 1999), Keiji Fujiwara (ed. giapponese 2011), Massimo De Ambrosis (ed. italiana 1999), Diego Sabre (OAV), Emiliano Reggente (ed. italiana 2011)
Primo personaggio incontrato da Gon durante il suo viaggio. Egli desidera diventare un hunter per poter avere a disposizione le enormi risorse finanziarie della categoria, nell'intento di diventare medico. Infatti, da giovane, Leorio ha subito la perdita del suo migliore amico per una malattia troppo costosa da curare. Diventerà ben presto amico di Gon e Kurapika.

## Media

### Manga
Pubblicato sulla rivista Weekly Shōnen Jump a partire dal 3 marzo 1998, il manga ha subito numerose pause nella serializzazione a causa di vari problemi (tra cui la salute dell'autore). In Italia il manga viene pubblicato da Planet Manga, che ne ha pubblicato anche tre ristampe.

### Anime

#### OAV pilota
Precedentemente alla creazione della prima serie televisiva, un breve adattamento anime di Hunter × Hunter fu proiettato al Jump Super Anime Tour del 1998, al fianco di adattamenti analoghi di Seikimatsu Leader den Takeshi! e One Piece, e in seguito distribuito come OAV. Prodotto dalla Pierrot e diretto da Noriyuki Abe, l'OAV dura circa 26 minuti ed è una trasposizione (con alcune modifiche) dei primi due capitoli del manga.

#### Prima serie TV

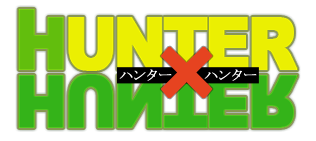
Logo della prima serie

Il primo adattamento anime di Hunter × Hunter è stato prodotto da Nippon Animation e trasmesso su Fuji TV dal 16 ottobre 1999 al 31 marzo 2001. A conclusione la serie conta 62 episodi, trasmessi in Italia su Italia 1 dal 23 gennaio 2007 al 24 gennaio 2008. Originariamente la serie doveva debuttare su Italia Teen Television ma la trasmissione fu saltata e venne posticipata anni dopo su Italia 1.
Inizialmente, Hunter × Hunter era stato mandato in onda in versione integrale poiché il responsabile dell'edizione italiana era Shin Vision e non Mediaset. Arrivati all'episodio 16, "Sasso × Forbici × Cuore", Mediaset ha censurato la serie poiché la suddetta puntata conteneva scene e dialoghi un po' "spinti", come l'asportazione del cuore da parte di Killua ad un avversario o quando Leorio si rivolge al suo avversario chiamandolo "omosessuale". Così, alcuni dialoghi sono stati completamente modificati ("assassino" diventa "mercenario", "uccidere" diventa "eliminare"), stravolgendo a volte il senso della storia. Sempre nella puntata "incriminata", Leorio scommette che il suo avversario è un uomo e lei gli mostra il contrario mentre Tonpa copre gli occhi a Gon. La scena è stata cambiata, e la scommessa è diventata se lei fosse calva o meno, cosa che non spiega perché Tompa chiuda gli occhi a Gon e perché Leorio fosse tanto contento della verifica.
Altre scene sono state pesantemente tagliate: come quando Killua strappa il cuore all'avversario nella suddetta puntata o altre scene in cui compare del sangue. Nella messa in onda su Hiro, canale del digitale terrestre, le scene sono state mandate in onda integralmente. La versione integrale dei primi 38 episodi è stata distribuita anche in DVD, ed è possibile scegliere il doppiaggio integrale o quello censurato televisivo.

#### Serie OAV
A causa delle proteste dei fan che si lamentavano della conclusione della serie televisiva, Shueisha e Nippon Animation hanno deciso di produrre tra il 2002 ed il 2004 tre serie OAV. Queste riprendono la trama dalla saga di York Shin City, dove era stata interrotta la prima serie, e coprono l'intera saga di Greed Island. Le tre serie OAV contano un totale di 30 episodi, così suddivisi: otto nella prima serie OAV; otto nella seconda, Hunter × Hunter - Greed Island; e quattordici nella terza, Hunter × Hunter - Greed Island Finale. Essendo stati creati specificamente per il mercato home video, in Giappone, essi non sono mai stati trasmessi su una rete televisiva mentre in Italia sono andati in onda sempre su Italia 1 dal 29 gennaio al 17 maggio 2008. C'è da notare che le voci dei personaggi nelle tre serie OAV sono diverse da quelle del resto della serie in quanto la Shin Vision è fallita ed il doppiaggio, prima curato dalla Cine Video Doppiatori, è stato affidato alla Merak Film da parte di Mediaset.

#### Seconda serie TV

Logo della seconda serie

Una nuova trasposizione animata, realizzata da Madhouse, è in onda dal 2 ottobre 2011 in Giappone sul canale Nippon Television. Per questa seconda serie televisiva si è deciso, invece di continuare la storia iniziata con la prima serie e portata avanti dagli OAV, di realizzare un vero e proprio reboot dell'intera trama. Altra scelta fatta per questa nuova trasposizione è inoltre stata quella di realizzare un adattamento che risulti più fedele al manga originale rispetto alla prima serie animata. L'anime riprende dunque la storia dall'inizio del manga e, a partire dall'episodio 76, continua poi con la parte successiva della trama che non era stata trasposta nella prima serie e negli OAV. La serie si è conclusa il 23 settembre 2014 con l'episodio numero 148, adattando il manga fino al capitolo 339.
La serie è stata distribuita su VVVVID dal 20 luglio 2021 al 25 gennaio 2022 in versione originale sottotitolata in italiano e su Prime Video dal 30 novembre 2021 al 30 marzo 2022 con doppiaggio italiano. Il 2 novembre 2022 Dynit ha pubblicato i primi 26 episodi in un cofanetto disponibile sia in versione DVD che in versione Blu-ray.

#### Musiche
Il background musicale per l'anime è stato composto da Toshihiko Sahashi mentre le varie sigle originali sono affidate a compositori sempre diversi. Queste sigle sono state usate in Italia nella trasposizione in DVD. Per la trasmissione sulle reti Mediaset viene invece utilizzata una sigla italiana composta da Giorgio Vanni e da Max Longhi e cantata da Silvio Pozzoli.
| Opening | Ending |
| --- | --- |
| Prima serie | |
| - "Ohayou" di Keno (episodi 1–48) - "Taiyou wa Yoru mo Kagayaku" dei WINO (episodi 49–62)                                                                                        | - "Kaze no Uta" di Minako Honda (episodi 1–31) - "E-Jan - Do You Feel Like I Feel" di Masato Nagai (episodi 32–50) - "Hotaru" di Masato Nagai (episodi 51–62) |
| OAV | |
| - "Pale Ale" di Kenichi Kurosawa (Hunter × Hunter OVA) - "Pray" di Wish (Hunter × Hunter Greed Island) - "Believe In Tomorrow" dei Sunflower's Garden (Hunter × Hunter GI Final) | - "Carry On" di Kenichi Kurosawa (Hunter × Hunter OVA) - "Popcorn" di Mikuni Shimokawa (Hunter × Hunter Greed Island) - "Moshimo Kono Sekai de Kimi to Boku ga Deaenakatta Nara" dei Sunflower's Garden (Hunter × Hunter GI Final) |
| Seconda serie | |
| - "departure!" di Masatoshi Ono (episodi 1–26, 50-75, 137-147) - "departure! -Second Version-" di Masatoshi Ono (episodi 27-49,76-134, 136)                                      | - "Just Awake" dei Fear, and Loathing in Las Vegas (episodi 1–26) - "Hunting for your dream" dei Galneryus (episodi 27-58) - "REASON" degli Yuzu (episodi 59-75, 147) - "Nagareboshi☆Kirari -Yuzu Version-" degli Yuzu (episodi 76-98) - "Hyōri Ittai" degli Yuzu (episodi 99-134, 136-146) - "Understanding" di Yoshihisa Hirano (episodio 135) - "departure!" di Masatoshi Ono (episodio 148) |
| Sigla italiana (prima serie e OAV) | |
| - "Hunter Hunter", musica di Giorgio Vanni e Max Longhi, testo di Graziella Caliandro (Nuvola) e Fabio Gargiulo, cantata da Silvio Pozzoli (con Giorgio Vanni ai cori).          | |

### Film
Nel 2013 la Madhouse, che ha prodotto la seconda serie anime, ha realizzato due lungometraggi tratti dalla serie, ognuno con una storia originale. Entrambi sono stati pubblicati su Prime Video  in italiano il 10 dicembre 2022.
- Gekijōban Hunter × Hunter: Phantom Rouge (劇場版 HUNTER×HUNTER 緋色の幻影 -ファントム・ルージュ-?, Gekijō-ban HUNTER×HUNTER Hiiro no Genei -Fantomu Rūju-)
- Gekijōban Hunter × Hunter: The Last Mission (劇場版 HUNTER×HUNTER -The LAST MISSION-?, Gekijō-ban HUNTER×HUNTER -The LAST MISSION-)

### Musical
Sono stati prodotti tre musical basati su Hunter × Hunter:
- Musical Hunter × Hunter (ミュージカル ハンター×ハンター?) è stato eseguito per la prima volta durante il dicembre del 2000. È una storia dalla trama originale, che sembra avvenire fra la conclusione della saga di York Shin City e l'inizio della saga di Greed Island. Gon viene convinto da una telefonata misteriosa, a venire in soccorso ai cittadini di Elrais. Non appena arrivano lì, i protagonisti vengono a conoscenza del fatto che i quattro migliori artisti del paese sono stati rapiti e sono sotto il controllo di Madame Isabel (una sorta di fantasma). A quel punto Gon e compagni si scontrano contro Madame Isabel e riescono a vincere grazie alla loro forza. Gli artisti vengono liberati e nel paese si fa una grande festa per i liberatori.
- Musical Hunter × Hunter: Deja-vu in Summer è una riproposizione del primo musical, da cui il nome "deja-vu"; eseguito per la prima volta dal 15 al 26 agosto 2001, da cui "summer". A differenza del primo non è uscito in DVD.
- Musical Hunter × Hunter: Nightmare of Zoldick (ミュージカル ハンター×ハンター ナイトメア・オブ・ゾルディック?) è stato eseguito per la prima volta nel mese di agosto del 2002. La storia consiste in una trama alternativa di quando Gon, Kurapika e Leorio si recano al monte Kukuru per riportare indietro Killua. È stato pubblicato anche in versione DVD.

Gli interpreti giapponesi sono:
- Gon: Junko Takeuchi
- Killua: Kanako Mitsuhashi
- Leorio: Hozumi Goda
- Kurapika: Yuki Kaida
- Hisoka: Hiroki Takahashi

### Teatro
Esiste anche uno spettacolo teatrale intitolato Real Stage Hunter × Hunter: "A Longing for Pakunoda ~ A Spider's Memory ~" (リアルステージ ハンター×ハンター｢A Longing for Pakunoda 〜蜘蛛の記憶〜｣?), rappresentato per la prima volta durante l'agosto del 2004. È una rivisitazione in chiave horror del finale della saga di York Shin City, con al centro la Brigata Fantasma. Non ha niente di cantato e nemmeno tanto umorismo a differenza dei musical. Contiene dei flashback sulle memorie di Pakunoda e sulle esperienze dei singoli membri della Brigata.
Gli interpreti sono gli stessi dei musical, tranne:
- Kurapika: Kimura Akiko
- Mito: Bisuke
- Pakunoda: Ikeda Yukiko

### Videogiochi
Come per altre serie animate, Hunter × Hunter ha generato numerosi videogiochi, i quali sono usciti esclusivamente sul mercato giapponese. Nell'autunno 2012 è stato pubblicato un gioco per PlayStation Portable basato sulla seconda serie.
Alcuni personaggi della serie appaiono insieme ad altri protagonisti delle produzioni di Weekly Shōnen Jump nel gioco di lotta per Nintendo DS Jump Super Stars e nel suo seguito Jump Ultimate Stars. Tre personaggi di Hunter x Hunter  (Gon, Killua e Hisoka) sono presenti nel videogioco J-Stars Victory Vs, e sempre Gon, Killua e Hisoka più Kurapika, Biscuit e Meruem sono presenti nel videogioco Jump Force.

## Accoglienza

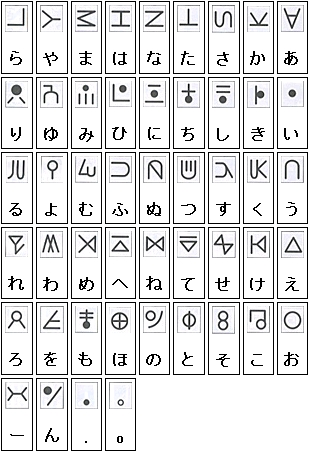
L'alfabeto usato in Hunter × Hunter con la corrispondenza in hiragana.

Hunter × Hunter è uno dei titoli più famosi di Yoshihiro Togashi. A giugno 2007 i primi venti volumi del manga hanno venduto più di 36 958 000 copie in Giappone solamente. Il volume 26 è stato il manga più venduto nelle prime due settimane dopo la pubblicazione e ha venduto più di 900 000 copie a partire dal 3 novembre 2008. Il manga è stato tradotto in molte lingue e pubblicato in molti paesi del mondo. Attualmente, il manga ha venduto più di 60,5 milioni di copie solo in Giappone. Nel sondaggio Manga Sōsenkyo 2021 indetto da TV Asahi, 150 000 persone hanno votato la loro top 100 delle serie manga e Hunter × Hunter  si è classificata all'11º posto.
La prima serie animata di Hunter × Hunter ha ricevuto molti meno consensi del manga d'origine. In un sondaggio web realizzato dall'emittente giapponese TV Asahi nel 2006, Hunter × Hunter è risultato il ventottesimo anime più popolare di tutti i tempi. Nel 2010 Briana Lawrence del sito mania.com l'ha inserito al nono posto nella lista delle "10 serie anime che necessitano di un reboot".
L'adattamento del 2011 di Madhouse è stato accolto con un consenso quasi universale della critica. Adrian Marcano di Inverse ha considerato Hunter x Hunter 2011 una delle migliori serie anime di sempre. Ha affermato che l'anime si distingue per uno dei migliori archi narrativi nella storia degli anime in cui il cattivo, e non l'eroe, porta l'anime allo status di pietra miliare in un attimo. Secondo Movie News Guide e Latin Post, la versione 2011 di Madhouse ha ricevuto più spettatori non solo in Giappone ma anche in tutto il mondo, in particolare in Nord America. Michael Basile di Digital Sports Media ha elogiato la qualità dell'animazione del nuovo adattamento, "l'animazione sembra migliorare sempre di più con il progredire della serie. La palette dei colori può passare da vivace e piacevole a cupo e minaccioso in un batter d'occhio, i disegni dei personaggi sono unici e accattivanti, la computer grafica è molto minimale e le sequenze d'azione sono tra le migliori che il genere shonen abbia mai prodotto, in linea con le migliori opere di Studio Bones. È quasi miracoloso quanto sia sempre bello questo anime ". Ha anche affermato che fosse uno dei migliori anime di tutti i tempi. Nick Creamer ha espresso opinioni simili, scrivendo "l'estetica fantastica dello show la eleva al di sopra di quasi tutto là fuori – nella regia, nel sound design, nel ritmo, nell'animazione, praticamente in ogni metrica estetica pertinente, Hunter x Hunter trionfa. È semplicemente sorprendente che mantenga questo livello di qualità per oltre cento episodi."